# Spitzbergen-Marathon
Der Spitzbergen-Marathon ist der nördlichste regelmäßig ausgetragene Marathon der Welt. Er findet seit 1995 im Juni auf der norwegischen Insel Spitzbergen statt.
Drei Distanzen werden gelaufen: Marathon, Halbmarathon und 10 Kilometer.
Die Wettbewerbe werden auf einem 21 km langen Kurs um den Hauptort der Insel Longyearbyen ausgetragen.
Im Juni scheint auf Spitzbergen die Mitternachtssonne, und die Temperaturen liegen etwas über dem Gefrierpunkt.
Traditionell laufen hier nicht nur Norweger, sondern Athleten aus aller Welt.
2007 erreichten 22 Männer (darunter sechs Deutsche) und vier Frauen das Ziel.